# Tunbridge, Australien
Tunbridge är en ort i Australien. Den ligger i kommunen Southern Midlands och delstaten Tasmanien, i den sydöstra delen av landet, omkring 84 kilometer norr om delstatshuvudstaden Hobart.
Trakten runt Tunbridge är nära nog obefolkad, med mindre än två invånare per kvadratkilometer.. Närmaste större samhälle är Oatlands, omkring 20 kilometer söder om Tunbridge. 
Trakten runt Tunbridge består i huvudsak av gräsmarker. Genomsnittlig årsnederbörd är 663 millimeter. Den regnigaste månaden är november, med i genomsnitt 80 mm nederbörd, och den torraste är februari, med 38 mm nederbörd.